# Pseudosaproecius validicornis
Pseudosaproecius validicornis là một loài bọ cánh cứng trong họ Bọ hung (Scarabaeidae).